# Berrenbecke
Das 5,6 ha große Naturschutzgebiet Berrenbecke liegt nordöstlich der Stadt Wipperfürth im Oberbergischen Kreis und trägt die Schlüsselnummer GM-097. Die Unterschutzstellung des Berrenbeck-Siefens (beim Wupperverband als Schevelinger Bach geführt) beginnt etwa 200 m hinter dem Durchfluss unter der Schevelinger Straße, westlich des Hofes Hinterwurth, und endet mit dem Einlauf in die Schevelinger Talsperre. Der Hinterwurther Siepen, ein linksseitiger Nebenbach des Schevelinger Baches, steht im unteren Abschnitt ebenfalls unter Naturschutz.

## Beschreibung
Der Berrenbeck-Siefen (Schevelinger Bach) bei Hinterwurth speist die Schevelinger Talsperre, auch genannt Silbertalsperre.
Der Siefen beginnt südlich Hackenberg unterhalb von kleinen Fischteichen und verläuft zunächst als begradigter Bach durch Grünland. Stellenweise findet man Feuchtwiesenbrachen mit Mädesüß-Fluren. Ab dem Abschnitt bei Hinterwurth beginnt eine bedingt naturnahe Gewässerdynamik, der Bach schlängelt sich durch Feuchtbrachen und wird von Erlen-Ufergehölzen begleitet. Die angrenzenden Hänge sind teils von Birken-Vorwald, teils von Fichtenwald, teils von Birken-Eichenwald bestockt. Das Tal des Berrenbeck-Siefens ist ein typisches kleines Tal im Bergischen Land.
Das Gebiet ist von lokaler Bedeutung im Biotopverbund naturnaher Fließgewässer, ihrer Auen und Einzugsflächen. Die Erhaltung und hier insbesondere die Förderung der Naturnähe von Fließgewässern in Verbindung mit der Erhaltung und Entwicklung extensiv genutzten Auengrünlands sind wichtige Schutzziele im Bergischen Land.

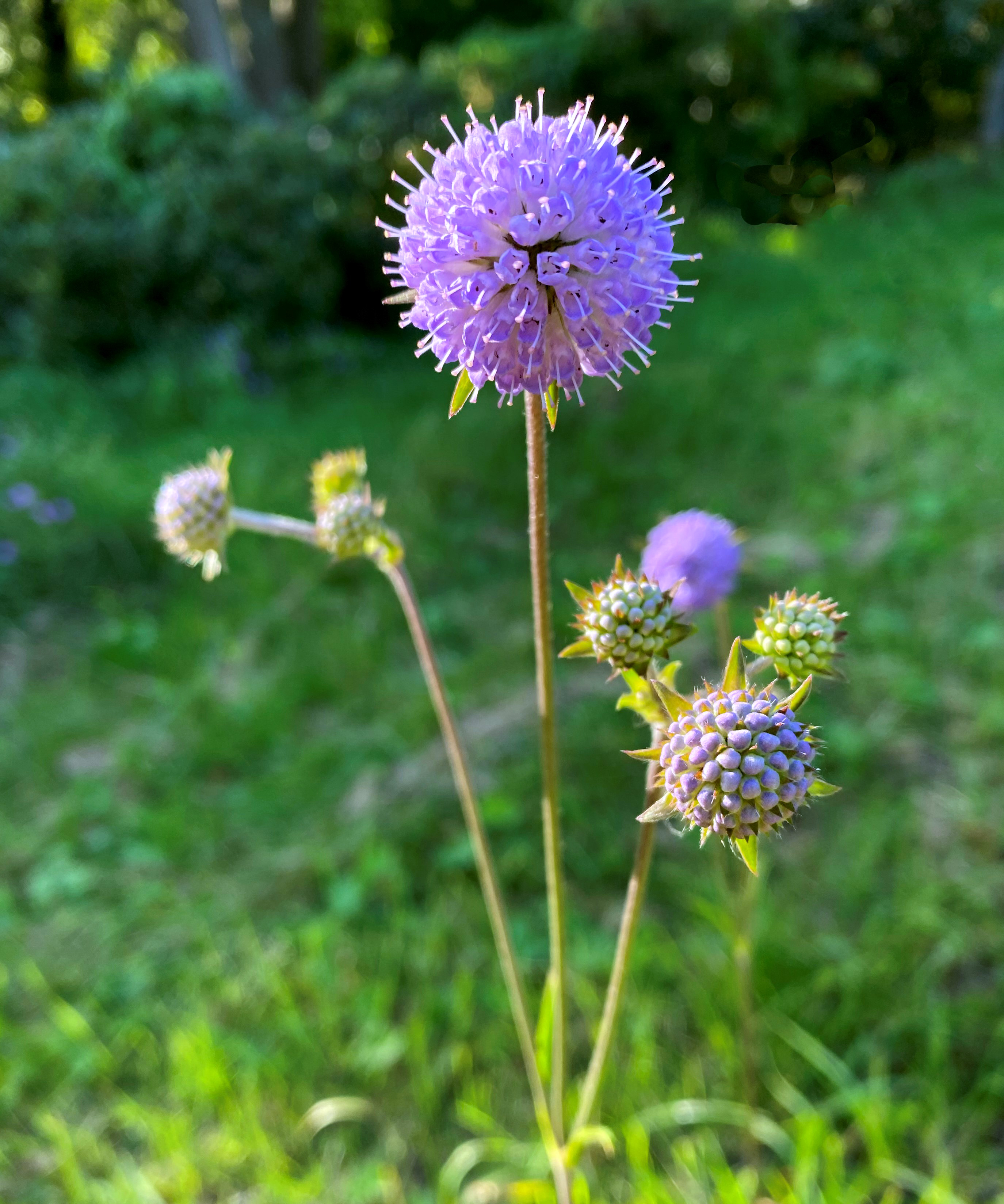
Rarität Teufelsabbiss (Succisa Pratensis)
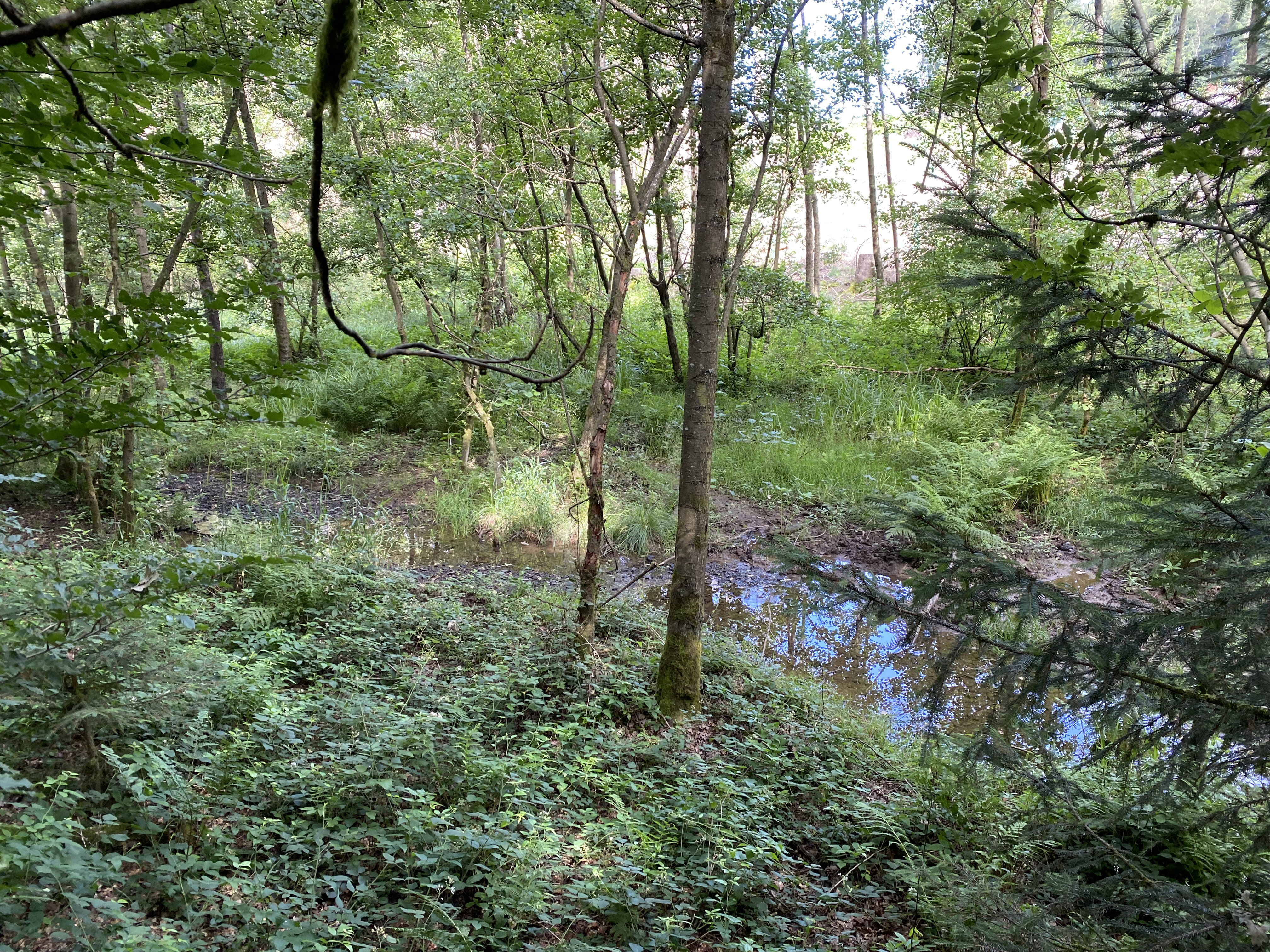
Schevelinger Bach im unteren Abschnitt des NSG
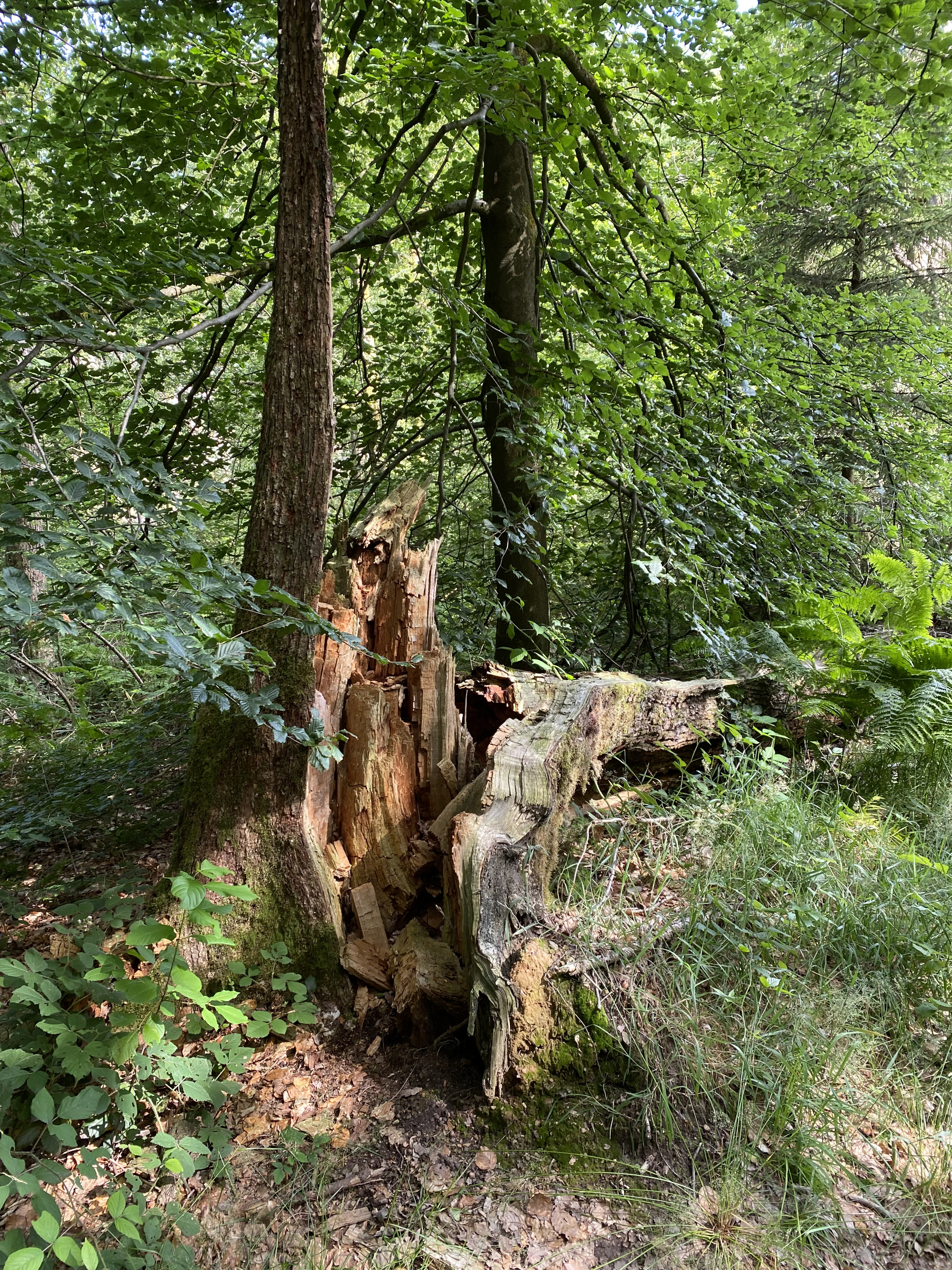
Totholz – wichtiger Bestandteil des NSG
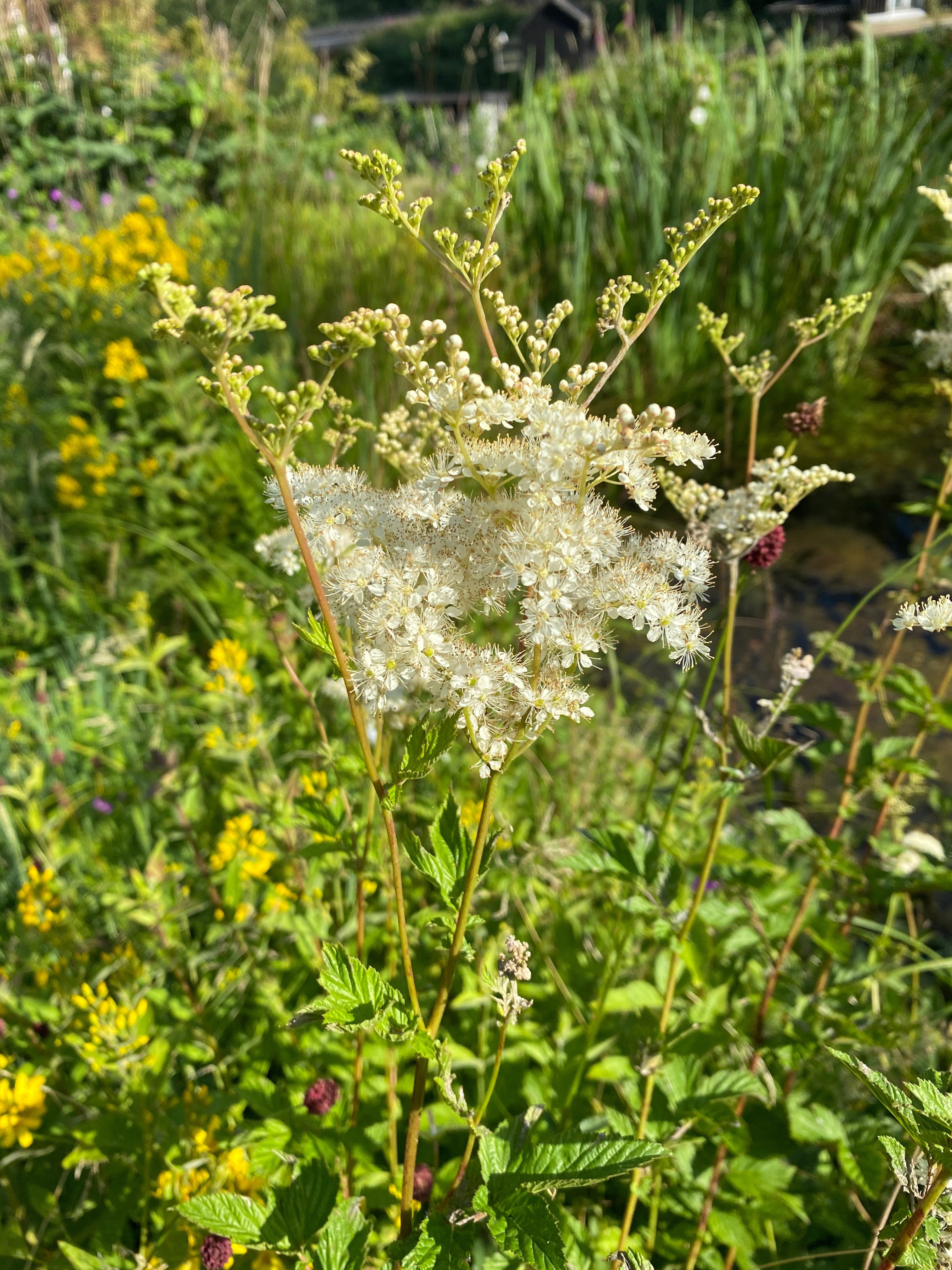
Insektenmagnet Echtes Mädesüß (Filipendula ulmaria)
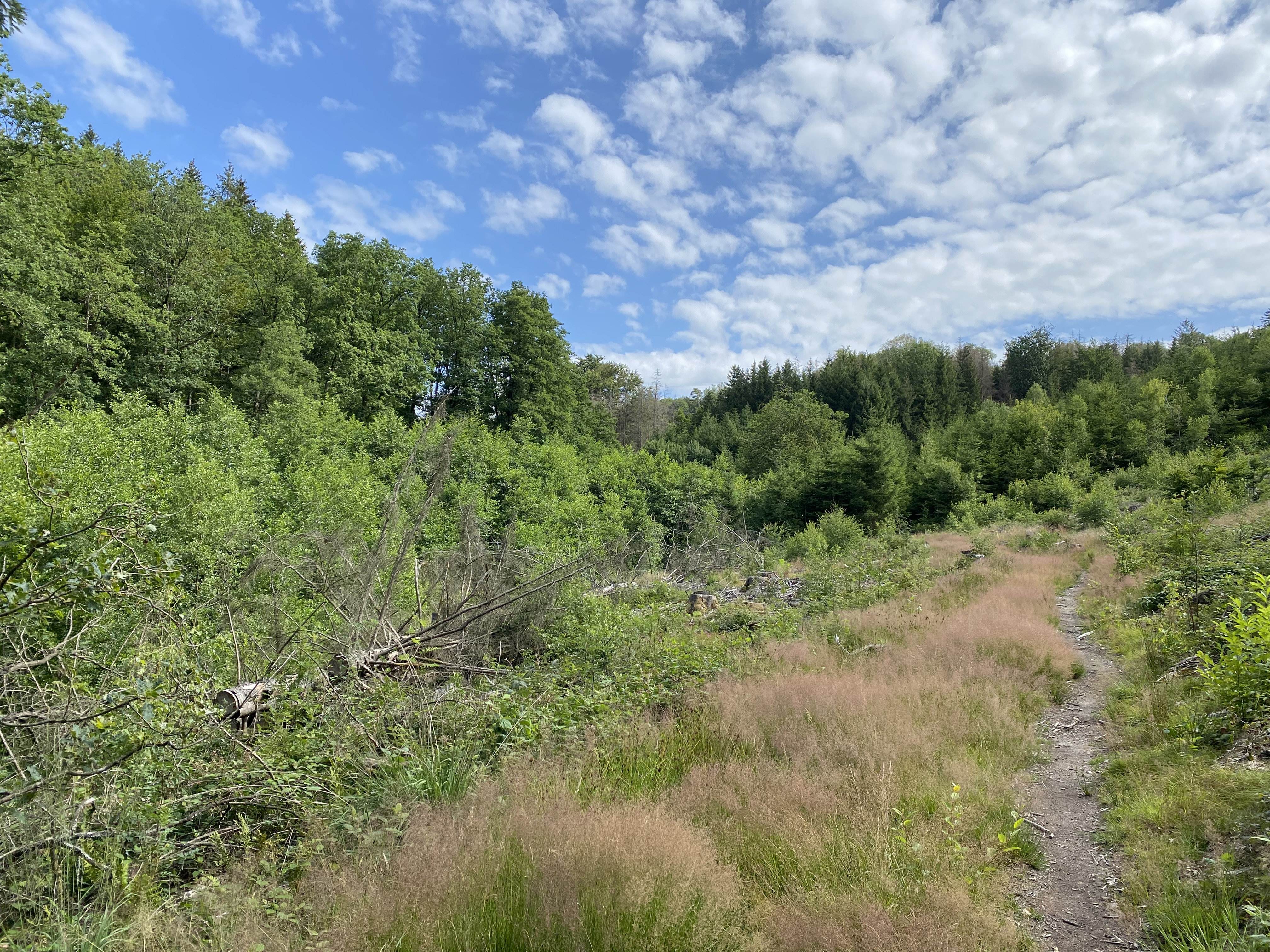
Schevelinger Bachtal
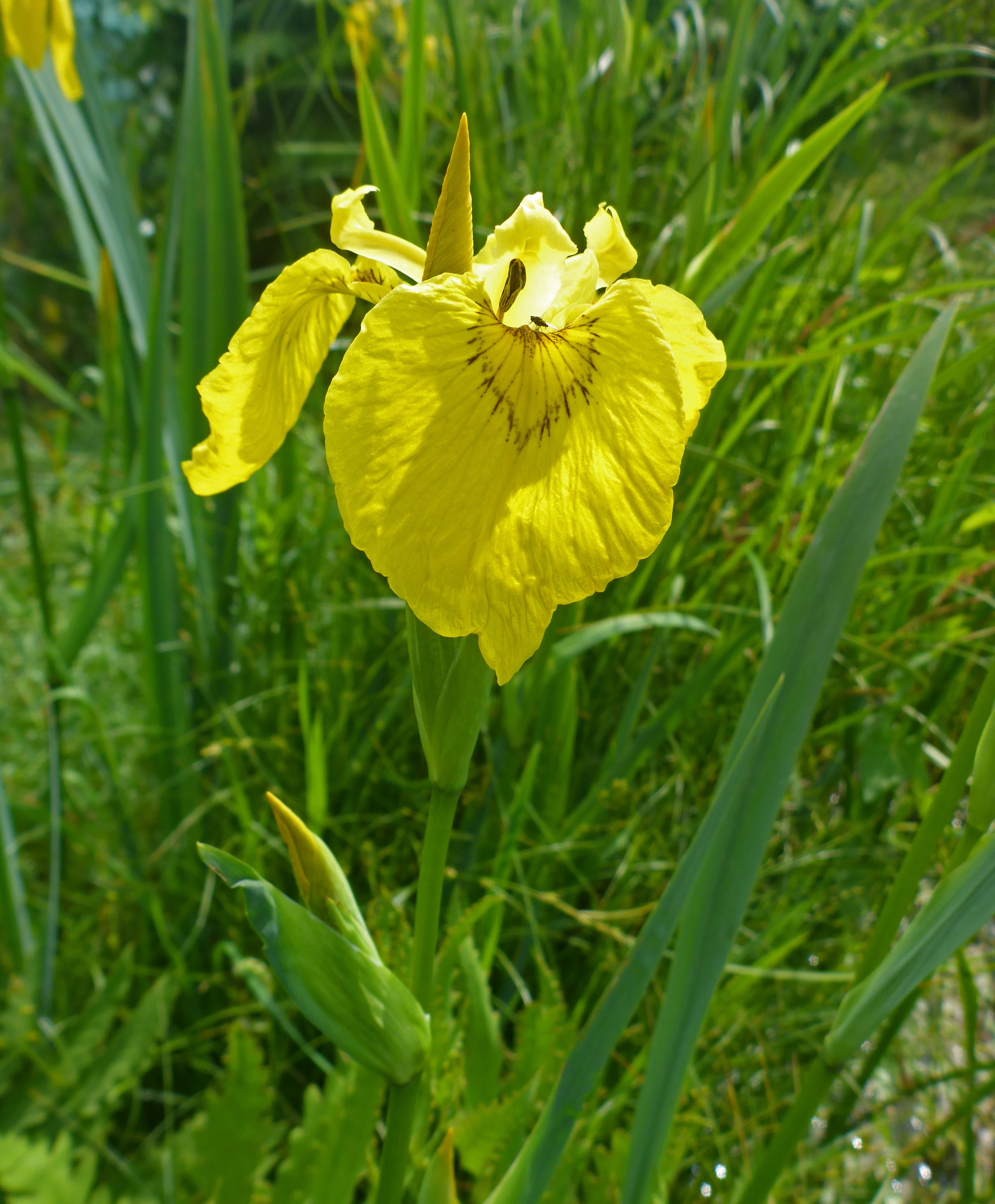
Sumpf-Schwertlilie (Iris pseudacorus)
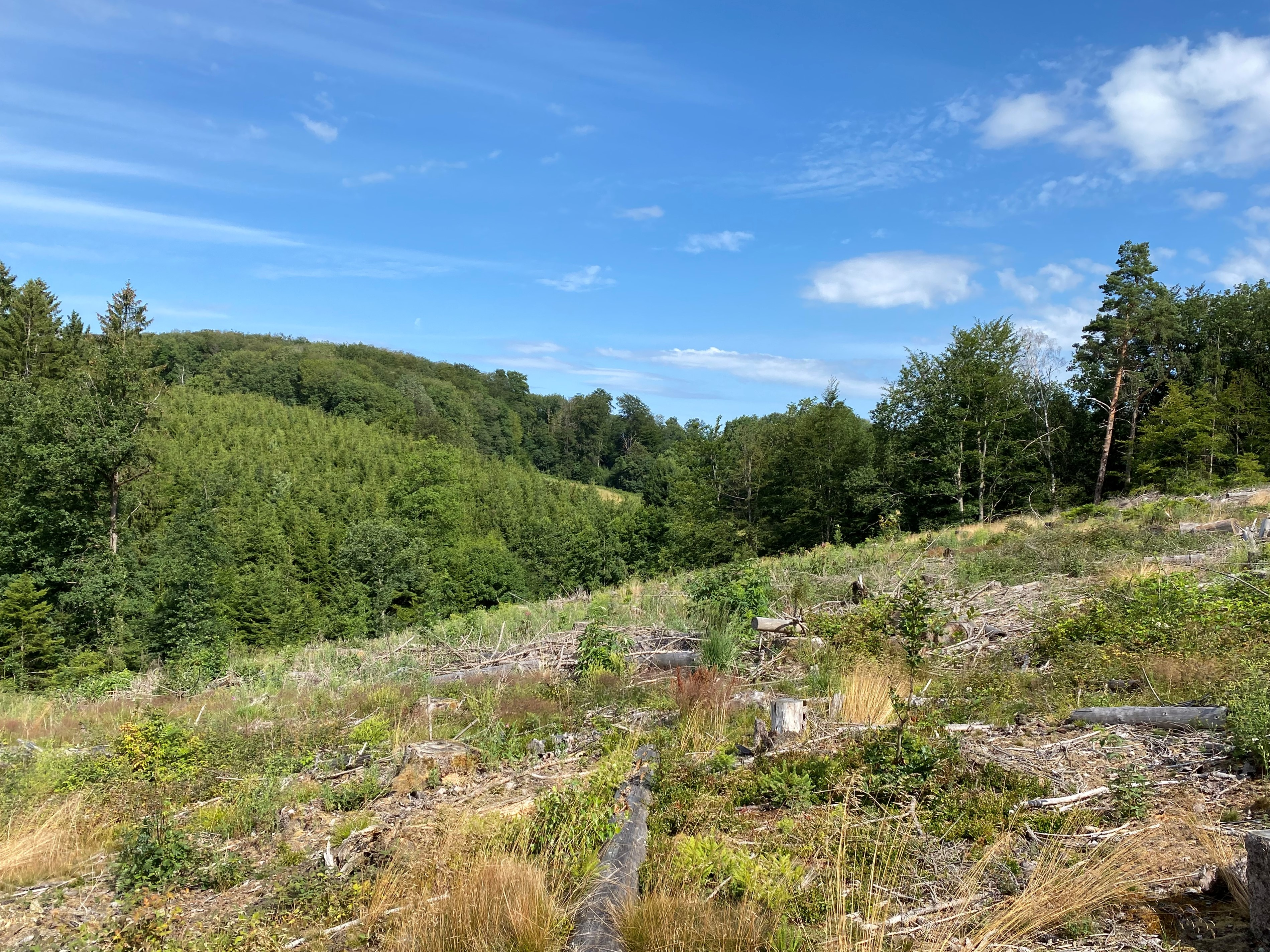
Schevelinger Bachtal
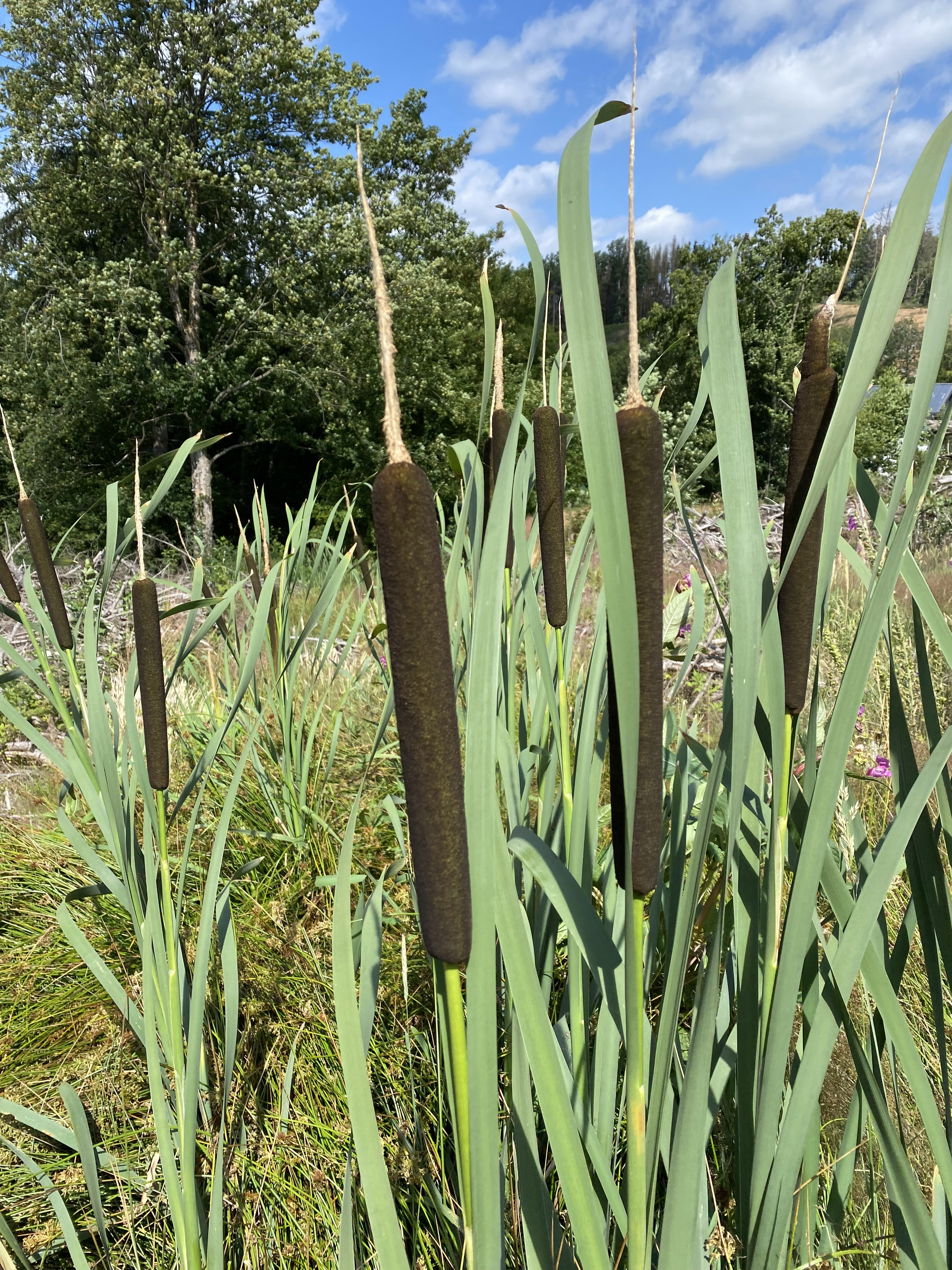
Breitblättriger Rohrkolben (Typha latifolia)
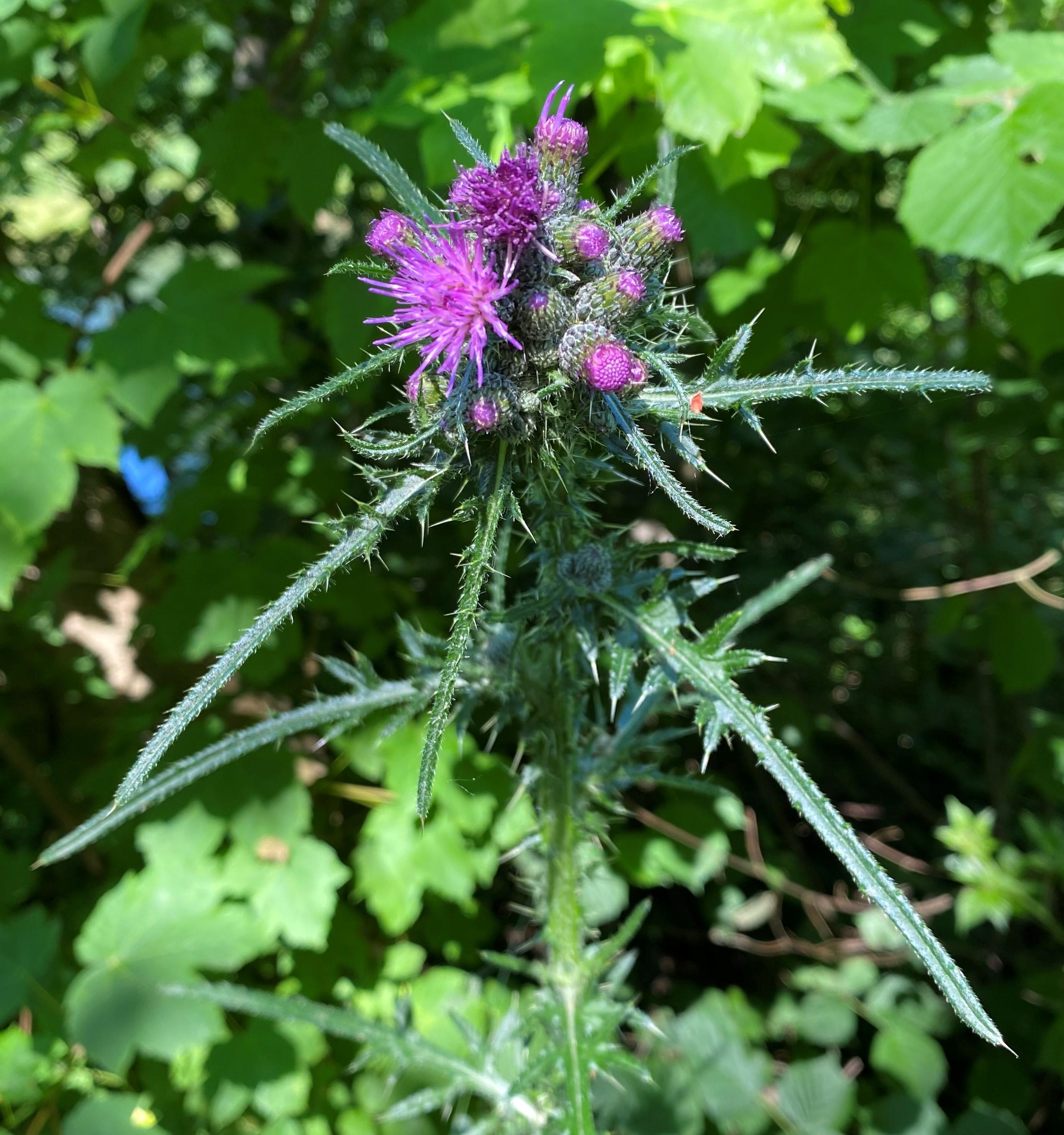
Sumpf-Kratzdistel (Cirsium palustre)
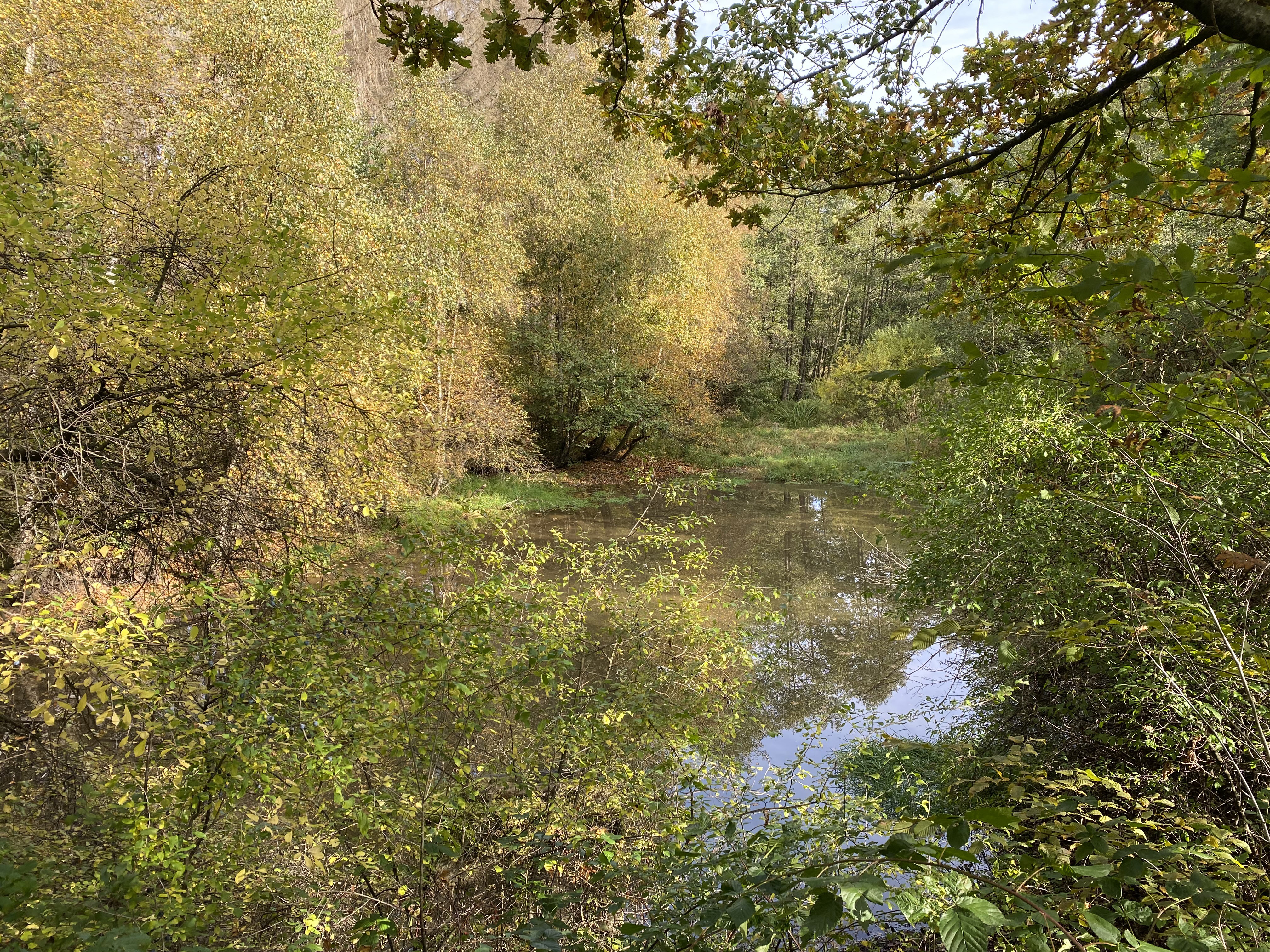
NSG Berrenbecke im Herbst 2022